# Kilian Brockhoff
Kilian Brockhoff (* 17. Mai 2004 in Cuxhaven) ist ein deutscher Basketballspieler.

## Werdegang
Bei Rot-Weiss Cuxhaven spielte Brockhoff im Jugendbereich, ehe er 2018 in den Nachwuchs des SC Rasta Vechta wechselte. Über Einsätze in den von Vechta gemeinsam mit den Artland Dragons betriebenen Jugendleistungsmannschaften in JBBL und NBBL empfahl sich Brockhoff für einen Platz im Zweitligaaufgebot des SC Rasta. Anfang November 2022 verschaffte ihm Vechtas Trainer Ty Harrelson einen ersten Einsatz in der 2. Bundesliga ProA. Da er in der Saison 2022/23 Einsätze in Vechtas erster und zweiter Herrenmannschaft verbuchte, war er an zwei Aufstiegen (in die Bundesliga und in die 2. Bundesliga ProA) beteiligt.
Zur Saison 2023/24 wechselte Brockhoff in die Vereinigten Staaten an die University of California, Santa Barbara. Nach einem Jahr nahm er innerhalb des Landes einen Hochschulwechsel vor und ging an die Saint Louis University. 2025 verließ er die Hochschule wieder und ging an das College of William & Mary in den US-Bundesstaat Virginia.

### Nationalmannschaft
2019 gehörte er dem deutschen Aufgebot bei der U16-Europameisterschaft an. Bei der U18-Europameisterschaft 2022 kam Brockhoff in sieben Einsätzen auf einen Punkteschnitt von 12,4 je Begegnung. Im Sommer 2023 trat er mit der deutschen Auswahl bei der U20-Europameisterschaft an. Auch 2024 nahm Brockhoff an der EM dieser Altersklasse teil.